# Arrows A11
Arrows A11 – samochód Formuły 1 zaprojektowany przez Rossa Brawna i skonstruowany przez Arrowsa. Samochód był używany w sezonie 1989. Samochód był napędzany przez jednostki Cosworth.
W sezonie 1990 była używana wersja A11B, a w 1991 zespół Footwork użył wersji A11C napędzanej przez silniki Porsche.

## Wyniki
| Legenda oznaczeń w tabelach wyników Wyświetl szablon na nowej stronie | Legenda oznaczeń w tabelach wyników Wyświetl szablon na nowej stronie                                                                     |
| Oznaczenie                                                            | Wyjaśnienie |
| --------------------------------------------------------------------- | --- |
| Złoty                                                                 | Zwycięzca lub mistrzostwo |
| Srebrny                                                               | 2. miejsce lub wicemistrzostwo |
| Brązowy                                                               | 3. miejsce lub II wicemistrzostwo |
| Zielony                                                               | Ukończył, punktował (w klasyfikacji generalnej, gdy zdobył co najmniej jeden punkt na przestrzeni sezonu, poza trzema powyższymi opcjami) |
| Niebieski                                                             | Ukończył, nie punktował (w klasyfikacji generalnej, gdy nie zdobył co najmniej jednego punktu na przestrzeni sezonu)                      |
| Czerwony                                                              | Nie zakwalifikował się (NZ) |
| Czerwony                                                              | Nie prekwalifikował się (NPK) |
| Różowy                                                                | Nie ukończył (NU) |
| Różowy                                                                | Niesklasyfikowany (NS) (w klasyfikacji generalnej, gdy nie został sklasyfikowany w żadnym wyścigu sezonu)                                 |
| Czarny                                                                | Zdyskwalifikowany (DK) |
| Czarny                                                                | Wykluczony (WYK/EX) |
| Biały                                                                 | Nie wystartował (NW) |
| Biały                                                                 | Kontuzjowany (K/INJ) |
| Biały                                                                 | Wyścig odwołany (OD/C) |
| Bez koloru                                                            | Został wycofany (WYC/WD) |
| Bez koloru                                                            | Nie przybył (NP/DNA) |
| Bez koloru                                                            | Nie brał udziału w treningach (NT/DNP) |
| Bez koloru                                                            | Nie został zgłoszony (–) |
| Pogrubienie                                                           | Start z pole position |
| Kursywa                                                               | Najszybsze okrążenie wyścigu |
| †                                                                     | Nie ukończył, ale jego rezultat został zaliczony ze względu na przejechanie więcej niż 90% dystansu wyścigu.                              |
| *                                                                     | Sezon w trakcie |
| 1/2/3                                                                 | Punktowana pozycja w sprincie kwalifikacyjnym                                                                                             |
| Lista systemów punktacji Formuły 1                                    | |

| Sezon | Zespół                            | Silnik   | Kierowcy         | Wyniki w poszczególnych eliminacjach | Wyniki w poszczególnych eliminacjach | Wyniki w poszczególnych eliminacjach | Wyniki w poszczególnych eliminacjach | Wyniki w poszczególnych eliminacjach | Wyniki w poszczególnych eliminacjach | Wyniki w poszczególnych eliminacjach | Wyniki w poszczególnych eliminacjach | Wyniki w poszczególnych eliminacjach | Wyniki w poszczególnych eliminacjach | Wyniki w poszczególnych eliminacjach | Wyniki w poszczególnych eliminacjach | Wyniki w poszczególnych eliminacjach | Wyniki w poszczególnych eliminacjach | Wyniki w poszczególnych eliminacjach | Wyniki w poszczególnych eliminacjach | Wyniki kierowców | Wyniki kierowców | Wyniki konstruktora | Wyniki konstruktora |
| 1989  |                                   |          |                  | Brazylia                             | San Marino                           | Monako                               | Meksyk                               | Stany Zjednoczone                    | Kanada                               | Francja                              | Wielka Brytania                      | Niemcy                               | Węgry                                | Belgia                               | Włochy                               | Portugalia                           | Hiszpania                            | Japonia                              | Australia                            | Pkt.             | Msc.             | Pkt.                | Msc.                |
| ----- | --------------------------------- | -------- | ---------------- | ------------------------------------ | ------------------------------------ | ------------------------------------ | ------------------------------------ | ------------------------------------ | ------------------------------------ | ------------------------------------ | ------------------------------------ | ------------------------------------ | ------------------------------------ | ------------------------------------ | ------------------------------------ | ------------------------------------ | ------------------------------------ | ------------------------------------ | ------------------------------------ | ---------------- | ---------------- | ------------------- | ------------------- |
| 1989  | Arrows Grand Prix International   | Cosworth | Derek Warwick    | 5                                    | 5                                    | NU                                   | NU                                   | NU                                   | NU                                   | –                                    | 9                                    | 6                                    | 10                                   | 6                                    | NU                                   | NU                                   | 9                                    | 6                                    | NU                                   | 7                | 10               | 13                  | 7                   |
| 1989  | Arrows Grand Prix International   | Cosworth | Martin Donnelly  | –                                    | –                                    | –                                    | –                                    | –                                    | 12                                   | –                                    | –                                    | –                                    | –                                    | –                                    | –                                    | –                                    | –                                    | –                                    | –                                    | NS               | 0                | 13                  | 7                   |
| 1989  | Arrows Grand Prix International   | Cosworth | Eddie Cheever    | NU                                   | 9                                    | 7                                    | 7                                    | 3                                    | NU                                   | 7                                    | NZ                                   | 12                                   | 5                                    | NU                                   | NZ                                   | NU                                   | NU                                   | 8                                    | NU                                   | 6                | 11               | 13                  | 7                   |
| 1990  |                                   |          |                  | Stany Zjednoczone                    | Brazylia                             | San Marino                           | Monako                               | Kanada                               | Meksyk                               | Francja                              | Wielka Brytania                      | Niemcy                               | Węgry                                | Belgia                               | Włochy                               | Portugalia                           | Hiszpania                            | Japonia                              | Australia                            | Pkt.             | Msc.             | Pkt.                | Msc.                |
| 1990  | Footwork Arrows Racing            | Cosworth | Michele Alboreto | 10                                   | NU                                   | NZ                                   | NZ                                   | NU                                   | 17                                   | 10                                   | NU                                   | NU                                   | 12                                   | 13                                   | 12                                   | 9                                    | 10                                   | NU                                   | NZ                                   | 0                | NS               | 2                   | 9                   |
| 1990  | Footwork Arrows Racing            | Cosworth | Bernd Schneider  | 12                                   | –                                    | –                                    | –                                    | –                                    | –                                    | –                                    | –                                    | –                                    | –                                    | –                                    | –                                    | –                                    |                                      | –                                    | –                                    | 0                | NS               | 2                   | 9                   |
| 1990  | Footwork Arrows Racing            | Cosworth | Alex Caffi       | –                                    | NU                                   | NZ                                   | 5                                    | 8                                    | NZ                                   | NU                                   | 7                                    | 9                                    | 9                                    | 10                                   | 9                                    | 13                                   | –                                    | 9                                    | NZ                                   | 2                | 16               | 2                   | 9                   |
| 1991  |                                   |          |                  | Stany Zjednoczone                    | Brazylia                             | San Marino                           | Monako                               | Kanada                               | Meksyk                               | Francja                              | Wielka Brytania                      | Niemcy                               | Węgry                                | Belgia                               | Włochy                               | Portugalia                           | Hiszpania                            | Japonia                              | Australia                            | Pkt.             | Msc.             | Pkt.                | Msc.                |
| 1991  | Footwork Grand Prix International | Porsche  | Alex Caffi       | NZ                                   | NZ                                   |                                      |                                      | –                                    | –                                    | –                                    | –                                    |                                      |                                      |                                      |                                      |                                      |                                      |                                      |                                      | 0                | NS               | 0                   | NS                  |
| 1991  | Footwork Grand Prix International | Porsche  | Nelson Piquet    | NU                                   | NZ                                   | NZ                                   |                                      |                                      |                                      |                                      |                                      |                                      |                                      |                                      |                                      |                                      |                                      |                                      |                                      | 0                | NS               | 0                   | NS                  |